# Siamspinops
Siamspinops is een geslacht van spinnen uit de familie Selenopidae.

## Soorten
- Siamspinops aculeatus (Simon, 1901)
- Siamspinops allospinosus Dankittipakul & Corronca, 2009
- Siamspinops spinescens Dankittipakul & Corronca, 2009
- Siamspinops spinosissimus Dankittipakul & Corronca, 2009
- Siamspinops spinosus Dankittipakul & Corronca, 2009